# Thelypodiopsis
Thelypodiopsis  es un género de plantas fanerógamas perteneciente a la familia Brassicaceae.  Comprende 32 especies descritas y de estas, solo 16 aceptadas.

## Taxonomía
El género fue descrito por Per Axel Rydberg  y publicado en Bulletin of the Torrey Botanical Club 34(8): 432. 1907.

## Especies aceptadas
A continuación se brinda un listado de las especies del género Thelypodiopsis aceptadas hasta mayo de 2014, ordenadas alfabéticamente. Para cada una se indica el nombre binomial seguido del autor, abreviado según las convenciones y usos. 
- Thelypodiopsis alpina (Standl. & Steyerm.) Rollins
- Thelypodiopsis ambigua (S. Watson) Al-Shehbaz
- Thelypodiopsis arcuata (Rollins) Rollins
- Thelypodiopsis aurea (Eastw.) Rydb.
- Thelypodiopsis divaricata (Rollins) S.L. Welsh & Reveal
- Thelypodiopsis elegans (M.E. Jones) Rydb.
- Thelypodiopsis incisa Rollins
- Thelypodiopsis juniperorum (Payson) Rydb.
- Thelypodiopsis leptostachya (Greene ex C.F. Baker) O.E. Schulz
- Thelypodiopsis purpusii (Brandegee) Rollins
- Thelypodiopsis retrofracta (Rollins) Rollins
- Thelypodiopsis shinnersii (M.C. Johnst.) Rollins
- Thelypodiopsis vaseyi (S. Watson ex B.L. Rob.) Rollins
- Thelypodiopsis vermicularis (S.L. Welsh & Reveal) Rollins
- Thelypodiopsis versicolor (Brandegee) Rollins
- Thelypodiopsis wootonii (B.L. Rob.) Rollins